# Colonie de la Mauritanie
1903–1960
Entités précédentes :
- Émirat de Trarza
- Émirat de Brakna
- Émirat de l'Adrar
- Émirat du Tagant

Entités suivantes :
- Mauritanie

La colonie de la Mauritanie était une colonie française intégrée à l'Afrique-Occidentale française (A.-O.F.), couvrant une grande partie du territoire de l'actuel État de Mauritanie.

## Histoire

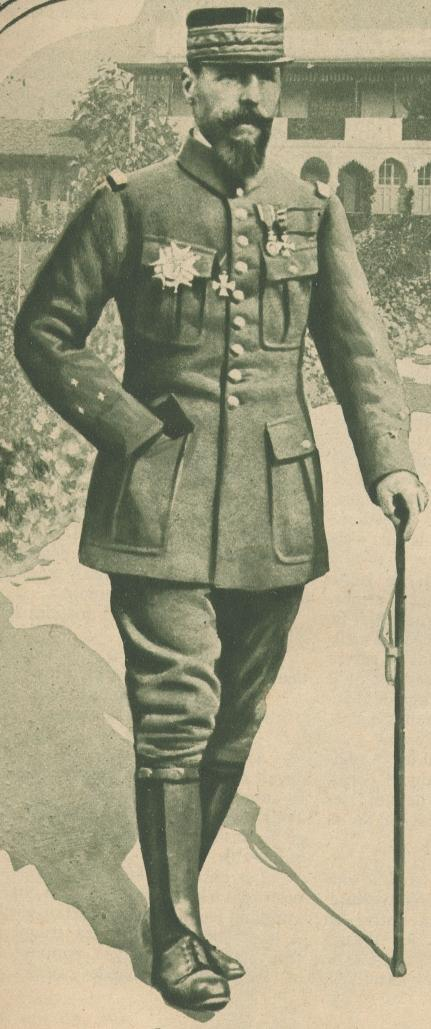
Général Henri Gouraud (1867-1946).

En 1903, elle avait le statut de protectorat, avant de devenir un territoire civil de 1904 à 1920, puis une colonie. En 1946, elle devient un territoire d'outre-mer de la République française et fait donc partie à ce titre de l'Union française. 
Le 28 novembre 1958, la République islamique de Mauritanie est proclamée et devient un des États membres (autonomes) de la Communauté française. Exactement deux ans plus tard, le 28 novembre 1960, la Mauritanie devient indépendante en vertu des accords franco-mauritanien de restitution de souveraineté.